# Ceratina lunata
Ceratina lunata är en biart som beskrevs av Heinrich Friese 1905. Ceratina lunata ingår i släktet märgbin, och familjen långtungebin. Inga underarter finns listade i Catalogue of Life.